# John Hickenlooper

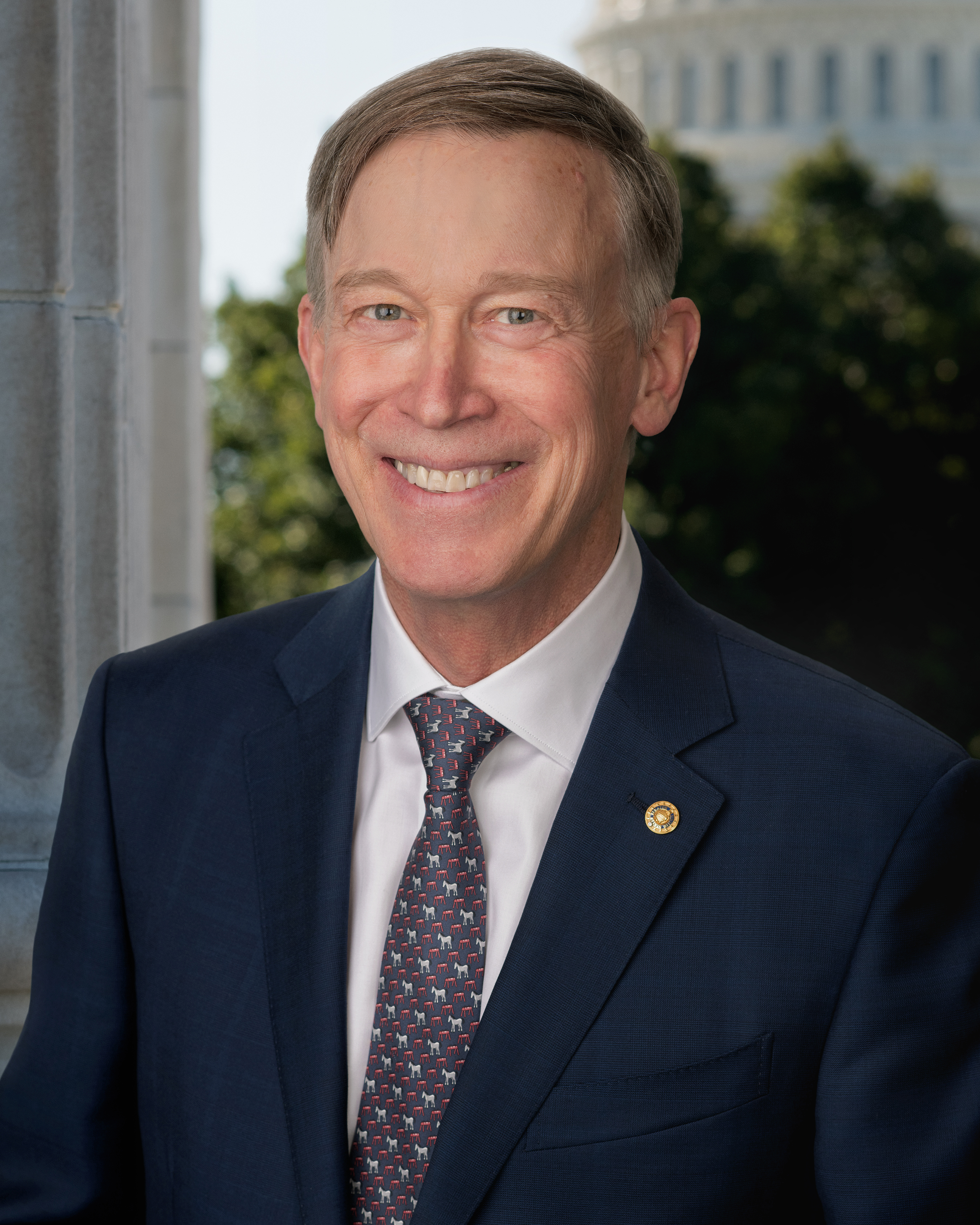
John Hickenlooper (2021)

John Wright Hickenlooper (* 7. Februar 1952 in Narberth, Montgomery County, Pennsylvania) ist ein US-amerikanischer Politiker der Demokratischen Partei. Der frühere Bürgermeister Denvers war zwischen 2011 und 2019 der 42. Gouverneur des Bundesstaates Colorado. Nach zwei Amtszeiten konnte er 2018 nicht wieder antreten und schied 2019 aus seinem Amt aus. 2019 kandidierte er zeitweilig für die Präsidentschaftswahl 2020 in der Vorwahl seiner Partei. Seit dem 3. Januar 2021 vertritt er den Bundesstaat Colorado im Senat der Vereinigten Staaten.

## Familie, Ausbildung und Beruf
Hickenlooper studierte an der Wesleyan University und erwarb 1974 den Bachelor of Arts in Englisch sowie 1980 den Master in Geologie. Er besaß in Denver in den späten 1980er Jahren mehrere Restaurants. Mit seiner Initiative wurden einige vernachlässigte Stadtviertel (Wynkoop, Lower Downtown) erneuert und saniert. Er arbeitete als Unternehmer einer geologisch orientierten Firma. 
Hickenlooper ist geschieden und hat einen Sohn. Er ist der Cousin des Drehbuchautors und Regisseurs George Hickenlooper.

## Politische Laufbahn

### Bürgermeister Denvers
Im Juni 2003 wurde Hickenlooper zum Bürgermeister der Stadt Denver gewählt. Im April 2005 bezeichnete das Magazin Time ihn als einen der fünf besten Großstadtbürgermeister des Landes. Er war während seiner Amtszeit Mitglied der Mayors Against Illegal Guns Coalition, einer Initiative, die 2006 ins Leben gerufen wurde und sich für Waffenkontrolle starkmachte (siehe Everytown for Gun Safety).

### Gouverneur Colorados

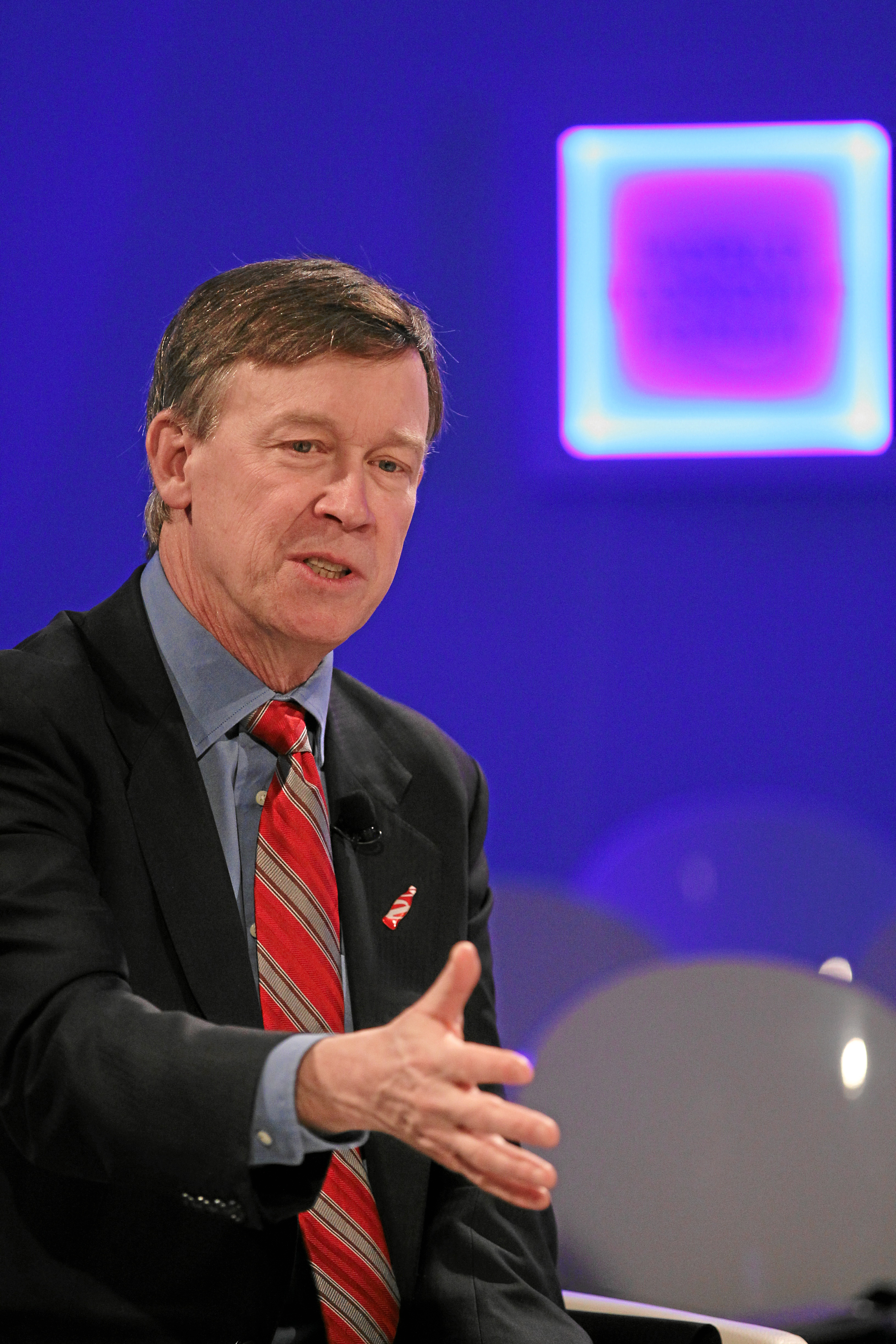
Gouverneur Hickenlooper spricht auf dem Weltwirtschaftsforum in Davos im Januar 2013

Bei der Gouverneurswahl 2010 bewarb sich Hickenlooper um die Nachfolge des nicht mehr kandidierenden Bill Ritter. Dabei musste er sich mit zwei konservativen Konkurrenten auseinandersetzen: dem von der Republikanischen Partei nominierten und der Tea-Party-Bewegung zugerechneten Dan Maes und dem ehemaligen republikanischen Kongressabgeordneten Tom Tancredo. Hickenlooper setzte sich mit 51 Prozent der Stimmen vor Tancredo (36,4 Prozent) und Maes (11,1 Prozent) durch.
Am 11. Januar 2011 übernahm Hickenlooper gemeinsam mit seinem Vizegouverneur Joseph A. Garcia, vormals Präsident der Colorado State University, die Amtsgeschäfte des Gouverneurs. Während seiner ersten Amtszeit erfuhr die Wirtschaft in seinem Bundesstaat einen beträchtlichen Aufschwung, die Arbeitslosigkeit ging zurück. Insbesondere die Baubranche und die Fracking-Industrie trugen mit ihrem Wachstum dazu bei. Im März 2013 unterzeichnete Hickenlooper mehrere Gesetze zur Verschärfung des Waffenrechts, womit unter anderem die Zahl der Magazine bei halbautomatischen Waffen begrenzt wurde.
Bei der Gouverneurswahl am 4. November 2014 wurde Hickenlooper im Amt bestätigt. Er besiegte den republikanischen Kandidaten Bob Beauprez mit 49,3 gegen 46,0 Prozent der Stimmen. Joseph Garcia wurde an seiner Seite erneut zum Vizegouverneur gewählt. Im Januar 2015 trat er seine zweite Amtszeit an.

### Präsidentschaftskandidatur
Hickenlooper zeigte ab 2017 Interesse an einer Kandidatur für die Präsidentschaft in der Vorwahl der Demokraten. Ende Oktober 2018 erklärte er bei einem Wahlkampfauftritt in einem der wichtigen frühen Vorwahlstaaten New Hampshire, deutlich in Richtung einer Kandidatur zu tendieren. Am 4. März 2019 gab er seine Kandidatur mit einer Videobotschaft bekannt. Er erreichte nur geringe Umfragewerte und Spendeneinnahmen und sorgte beim regionalen Parteitag in Kalifornien im Juni 2019 für Buhrufe, als er sich gegen den Sozialismus aussprach, der lange als polemisches Schlagwort gegen die Demokraten gerichtet worden war, inzwischen aber von immer mehr Parteianhängern als positiv gesehen wurde. Am 15. August 2019 gab er bekannt, seine Kandidatur zu beenden.

### Senator im US-Senat
Bei der Wahl zum Senat der Vereinigten Staaten 2020 kandidierte er im Bundesstaat Colorado und konnte sich gegen den republikanischen Amtsinhaber Cory Gardner durchsetzen. Seine Vereidigung erfolgte am 3. Januar 2021.